# اسکات اوهارا
اسکات اوهارا (انگلیسی: Scott O'Hara؛ زاده ۱۶ اکتبر ۱۹۶۱ درگذشته ۱۸ فوریهٔ ۱۹۹۸) یک بازیگر پورنوگرافی اهل ایالات متحده آمریکا بود.